# Образцов, Владимир Викторович
Влади́мир Ви́кторович Образцо́в (25 января 1940, Кустанай, Казахская ССР, СССР) — советский спортсмен. Чемпион Европы 1967 года в гребле на байдарке-двойке в дистанции 500 м, чемпион Советского Союза 1966 (байдарка-одиночка, 500 метров) и 1968, Серебряный призёр Чемпионата Европы 1969 года на байдарке-двойке (дистанция 500 м). Заслуженный мастер спорта СССР. Выступал за «Спартак» (Алма-Ата).
Тренер сборной СССР по гребле на байдарках на Олимпийских играх 1976. Старший тренер сборной СССР по гребле на байдарках (мужчины) на Олимпийских Играх 1988 и 1992 годов. Также принимал участие в тренировке сборных Индии и Тайваня. Главный тренер Республики Казахстан по гребле на байдарках и каноэ (по январь 2011 года). Заслуженный тренер СССР по гребле на байдарках и каноэ (1973).

## Биография
Родился в обедневшей многодетной дворянской семье. Окончил в 1961 году Казахский государственный институт физической культуры.
Завоевал первое серебро в байдарке-двойке с Георгием Карюхиным в 1965 году на Чемпионате Европы (Снагов, Румыния), спустя два года — в 1967 году в том же составе на Чемпионате Европы в Дуйсбурге (Западная Германия) берут бронзу.
Образцов Виктор занимался многими видами спорта, в том числе и прыжками с трамплина на лыжах, но предпочтение отдал гребле на байдарках и каноэ.
Под руководством Владимира Викторовича многие спортсмены получили золотые и серебряные медали на престижных соревнованиях.

## Семья
- Отец — Виктор Матвеевич. Родился 19 февраля 1908 года, окончил Кустанайский педтехникум (1924—27) с квалификацией «учитель обществоведения и литературы». Через год после окончания в мае стал членом ВКП(б) (п.б. 2922362). Ему удалось устроиться заведующим школой крестьянской молодежи, пос. Воробьевский Затобольского района. Прошел срочную военную службу. Был курсантом учебной команды зенитной батареи, затем инструктором по печати политотдела 1-й кав. дивизии РККА, г. Проскуров (1931-33). Потом, с 33 год по 36, был ответственным редактором кустанайской районной газеты «Степная коммуна», после этого два года занимал пост заместителя ответственного редактора Кустанайской областной газеты «Сталинский путь», в 1938 году был назначен уже ответственным редактором в ней, но в том же году снят с должности «за связь с врагом народа». После увольнения из «Сталинского пути» начал работать по специальности — учителем истории средней школы им. Кирова. Через некоторое время ушел на Финскую войну, имеет 5 наград. Два родных брата отца Владимира — Илья и Анатолий[6] — погибли во время Великой Отечественной войны. В конце 1939 стал заведующим Кустанайским гороно, через короткое время уже стал заместителем председателя Кустанайского горисполкома, 1940 был отправлен заниматься поставками продовольствия в армию — главная задача была увеличить количество изготавливаемого хлеба. В сороковом становится заместителем заведующего отделом пропаганды и агитации Кустанайского горкома и заведующим ОРГИ Кустанайского горкома КПК. В 1942 году вновь удалось вернуться к журналистике, он становится ответственным редактором Кустанайской обл. газеты «Сталинский путь», где и проработал до 1953. Через несколько лет он вернулся в Кустанай, был ответственным редактором Кустанайской областной газеты «Ленинский путь» до пенсии в 1961 году[7].
- Мать — Мария — преподаватель английского языка, директор школы в г. Кустанай.
- Жена — Образцова Валентина Александровна (17.02.1942—13.05.2019) — мастер спорта по гребле на байдарках и каноэ
- Дети: дочь — Образцова Наталья Владимировна (род. 15.03.1968) — пианистка; сын — Образцов Дмитрий Владимирович (погиб)